# Premusia intrahens
Premusia intrahens är en fjärilsart som beskrevs av Walker 1858. Premusia intrahens ingår i släktet Premusia och familjen nattflyn. Inga underarter finns listade i Catalogue of Life.